# TV Água Boa
TV Água Boa é uma emissora de televisão brasileira sediada em Barra do Bugres, cidade do estado de Mato Grosso. Opera no canal 9 (42 UHF digital) e é afiliada à Record.

## História
A emissora foi fundada em 1994 como TV Rio Paraguai. Era, inicialmente, afiliada à Rede Manchete, mas em 1998, afiliou-se à Rede Record. Um dos seus primeiros programas locais era o Tribuna do Povo. Em 2006, a emissora mudou de nome para TV Independência. Em 26 de setembro de 2008, uma equipe da estação foi ameaçada por partidários de um candidato a prefeito da cidade devido à exibição de panfletos de ataques entre os postulantes à prefeitura de Barra do Bugres.
Em 2009, a emissora foi arrendada a Orlando Chaves, ex-vereador de Barra do Bugres. No dia 20 de julho de 2010, a emissora foi novamente arrendada, desta vez por um então assessor da Prefeitura Municipal de Barra do Bugres, o Reinaldo Lorençoni Filho. Com isso, Orlando deixou o comando da emissora e a apresentação do Tribuna do Povo. Uma equipe totalmente nova assumiu o controle da emissora, que mudou de nome para TV Regional.

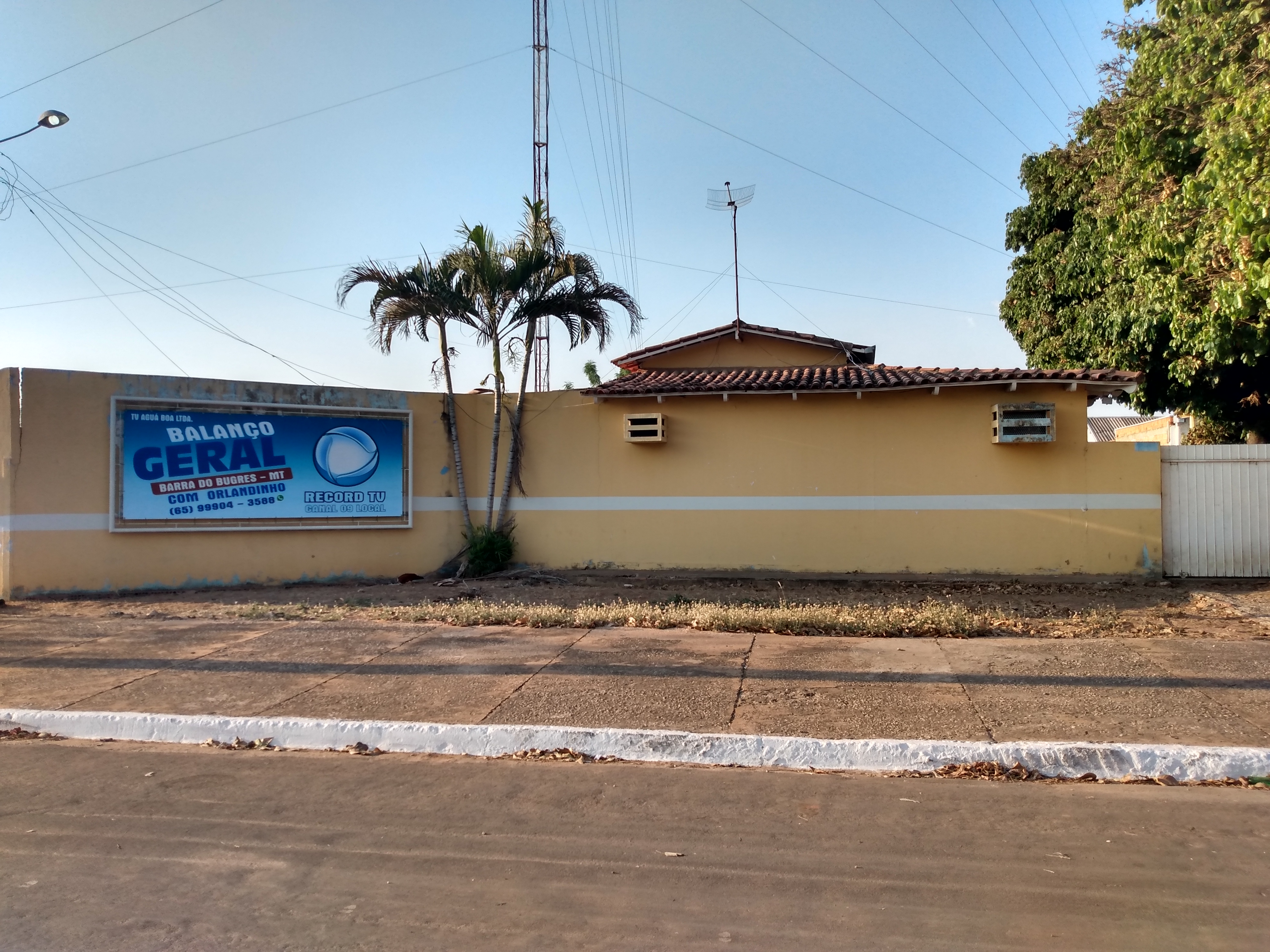
Sede da emissora em 2021.

Em março de 2011, quando vieram à tona denúncias contra o novo responsável pela emissora por supostas irregularidades em acordos entre a emissora e a prefeitura, a emissora voltou a ser controlada por Orlando Chaves, que retomou a antiga equipe e o nome TV Independência. Em 2017, a emissora muda de nome para TV Água Boa.
A partir de 18 de janeiro de 2021, a exibição do Balanço Geral Barra do Bugres foi interrompida. Orlando anunciou que criaria uma nova emissora em outro canal em fevereiro, o que não se concretizou. Em 9 de novembro de 2021, o programa voltou a ser exibido com a apresentação de Orlando Chaves, que retornou para a emissora após 11 meses.
Em 19 de abril de 2023, o programa voltou a ser cancelado. Localmente, a TV Água Boa manteve apenas a inserção de comerciais durante a programação da TV Vila Real.

## Equipe

### Membros antigos
- Elissa Neves (hoje na TV Mutum)[11]
- Marcos Oliveira (hoje na Rádio Ativa FM)[12]
- Nefe Nogueira[13]
- Orlando Chaves
- Patricia Sonsin (hoje na TV Tarobá Cascavel)[14]
- Vanelirte Moretto[5]

## Controvérsias
Em março de 2011, menos de um ano após o segundo arrendamento da emissora, o Ministério Público Estadual de Mato Grosso abriu uma ação contra o então arrendatário da TV Regional, Reinaldo Lorençoni Filho, por conta de supostas irregularidades em licitações de publicidade da prefeitura. Esta polêmica fez com que Reinaldo deixasse o comando da emissora.
Em 25 de maio de 2012, Elissa Neves, uma repórter da emissora, foi agredida pelo então prefeito de Barra do Bugres, Wilson Francelino (PSD). Em meio a um evento, o gestor segurou o pescoço da repórter após ela tentar entrevistá-lo, dizendo em seu ouvido que só aceitaria ser entrevistado ao vivo. A ação foi registrada pelo cinegrafista da então TV Independência, e as imagens chegaram a ser exibidas em rede estadual e nacional, além de terem sido muito repercutidas na internet e em diversos outros meios de comunicação nacionais e internacionais.
O caso chegou a ser repudiado inclusive pelo Sindicato dos Jornalistas de Mato Grosso, que divulgou nota classificando o ocorrido como "agressão covarde e sem justificativa". O prefeito, por sua vez, defendeu-se afirmando que "aproximou-se da entrevistadora com o fim único de falar-lhe ao ouvido que naquele momento não poderia dar a entrevista", colocando ainda que o toque no pescoço havia ocorrido de forma acidental.